# Lill-Sundsjön
Lill-Sundsjön är en sjö i Sundsvalls kommun i Medelpad och ingår i Ljungans huvudavrinningsområde. Sjön är 11 meter djup, har en yta på 0,363 kvadratkilometer och är belägen 257,4 meter över havet. Sjön avvattnas av vattendraget Skravelån.

## Delavrinningsområde
Lill-Sundsjön ingår i det delavrinningsområde (694661-155254) som SMHI kallar för Utloppet av Stor-Sundsjön. Medelhöjden är 291 meter över havet och ytan är 15,86 kvadratkilometer. Det finns inga avrinningsområden uppströms utan avrinningsområdet är högsta punkten. Skravelån som avvattnar avrinningsområdet har biflödesordning 3, vilket innebär att vattnet flödar genom totalt 3 vattendrag innan det når havet efter 124 kilometer. Avrinningsområdet består mestadels av skog (77 procent). Avrinningsområdet har 2,83 kvadratkilometer vattenytor vilket ger det en sjöprocent på 17,8 procent.